# Silva (apellido)
El apellido Silva proviene de Portugal y España, en la "Torre e Honra de Silva" junto a la ciudad de Valença. Tiene un origen toponímico: deriva directamente de la palabra latina silva, que significa selva, floresta o bosque.  
Es el apellido más presente en la onomástica portuguesa, siendo que en todo el mundo su uso es más frecuente entre los habitantes de Portugal, Brasil y en todos los países donde se habla portugués. En Italia es específico de la zona que va del Comasco al Parmense pasando por el milanese, el pavese, y el piacentino.[cita requerida] Es también un apellido frecuente en lugares de España, especialmente en Galicia. Existe gran familia en el país centroamérico Honduras con este apellido, gran parte en la ciudad de Choluteca (zona sur del país) y otra parte en la ciudad de Puerto Cortes (zona norte del país)[cita requerida]. Existe presencia de este apellido en la región chorotega en la provincia de Guanacaste en Costa Rica, específicamente en el distrito de Caballito del cantón de Nicoya y zonas cercanas. También está muy extendido en Argentina y Uruguay.

## El apellido en la actualidad
- Según datos del Servicio de Registro Civil e Identificación de Chile (2008), es el 8º apellido más común en dicho país.[8]